# جین ایر (شخصیت)
جین ایر (به انگلیسی: Jane Eyre) یک شخصیت داستانی در رمان جین ایر نوشته‌ شارلوت برونته است که در سال ۱۸۴۷ منتشر شد.

## توضیحات
جین ایر ساده و با ظاهری شبیه روح توصیف شده است. جین خود را چنین توصیف می‌کند؛ فقیر، مبهم، ساده و کوچک. آقای روچستر یک بار از چشم‌های فندقی و موهای فندقی جین تعریف می‌کند، اما او به خواننده اطلاع می‌دهد که آقای روچستر اشتباه کرده است، زیرا چشمان او فندقی نیست. آنها در واقع سبز هستند.
گفته شده است که شارلوت برونته ممکن است شخصیت جین ایر را به عنوان وسیله‌ای برای کنار آمدن با عناصر زندگی خود خلق کرده باشد. از همه نظر زندگی خانگی برونته دشوار بود. آشکار است که بسیاری از فقر و بی عدالتی اجتماعی به ویژه در مورد زنان که در رمان رایج است، بخشی از زندگی شارلوت برونته نیز بوده است. مدرسه جین، لووود، گفته می‌شود که مبتنی بر مدرسه دختران روحانی در کوان بریج است، جایی که دو خواهر برونته، ماریا و الیزابت، درگذشتند. برونته در رابطه با خلق جین ایر گفت؛ من به شما قهرمانی ساده و کوچک مثل خودم را نشان خواهم داد.
وقتی او بیست ساله بود، برونته به رابرت ساوتی برای افکارش در مورد نویسندگی نامه نوشت. او گفت: «ادبیات نمی‌تواند کار زندگی یک زن باشد و نباید هم باشد». زمانی که جین ایر حدود ده سال بعد منتشر شد، ظاهراً توسط جین نوشته شد و جین ایر: یک زندگینامه نام داشت و کورر بل (برونته) صرفاً به عنوان ویراستار بود و با این حال، برونته همچنان به عنوان کورر بل، یک مرد منتشر می‌شود.